# Ásványi család
A jókai nemes Ásványi család olasz eredetű család, nemességük elnyerésének ideje nem ismert. Az okleveles anyagban hitelt érdemlően 1543-ban említik a család egyik tagját nemesként. A család neve a Győr vármegyei Ásvány településhez (ma Ásványráró része) kötődik, ugyanakkor az oklevelekben nem szerepel az Ásványi család Ásványon 1611 előtt. 1754-1756 között már a Pozsony vármegyei Jókán birtokos a család, ami után a család tagjai a "jókai" nemesi előnevet vették fel.

## A család története
Az Ásványi család őse, Antal építőmester a XIII. században az itáliai Nápolyból települt Magyarországra, 1240-ben hunyt el. Fia, László ugyancsak építőmester volt, 1270-ben még élt.
1246-1370 közt említik Károlyt és Szaniszlót. 1314 és 1322 között István egy magyar sereg vezére volt III. Frigyes osztrák herceg hadseregében. 1424-ben Kálmán Zsigmond király szolgálatában állt. 1484-ben Mátyás és testvére, László Mátyás király seregében szolgáltak, és kitüntették magukat Bécs 1485-ös ostrománál.
1543-ban és 1544-ben Áswáni Miklós a Bakith család rárói várnagya és tiszttartója volt. A Ráróval szomszédos település neve Ásvány (ez időben Aswan) volt, így feltehetőleg az Ásványi család a Győr vármegyei Ásványon levő birtokuk után vette fel az Ásványi családnevet.

## A család leszármazása
1553-ban Áswáni Miklós deák Győr vármegye alispánja, és győri püspöki udvarbíró volt. 1588-ban említik Ásvány (ejtsd: Ásváni) Albertet, mint Győr vármegye nemesi közgyűlésének tagját.
1611. június 25-én összeírták Győr vármegye nemeseit, említve köztük Ásványi Izsákot, mint ásványi lakost. 1616 márciusában Ásványi Jakab felkínálta megvételre testvéreinek az Ásvány faluban levő birtokrészét. Az ezt követő nemesség összeírásokban már nem szerepelnek Ásványon Ásványi nevű nemesek.
1671-ben Pozsony vármegyében nemesként említik Ásványi Ferencet. Fia János, unokái György, aki 1756-ban igazolta nemességét a Pozsony vármegyei Jókán, valamint Mihály és János, akinek ugyancsak János nevű fiát nemesként írták fel Jókán 1754-ben. Mihály legidősebb fia, András igazolta nemességét Jókán 1754/1755-ben, fiai János és Mihály voltak. Mihály középső fia, István nemesként felírva Jókán 1754/1755-ben, fia György volt. Mihály legkisebb fia, Ferenc Jókán nemesként felírva 1754/1755-ben, később Csallóközcsütörtökbe költözött.
A Jókán élő Ásványiak ottani birtokuk után felvették a "jókai" nemesi előnevet.
Ferenc fia, György lipóti lakos volt, unokája József Somorjában, később Egyházgellén élt. József legidősebb fia szintén József volt, unokái Alajos (†1884), Jakab (†1899) és Jónás (†1882). Alajos fia, József Rákospalotán élt. Az Egyházgellén élő József kisebbik fia Vendel volt, az ő fiai József (1838–1902), Sándor (1841–?) és Vendel (1850–?). Józsefnek fiai József, Béla és Rezső, aki Győrben élt. Rezső fia ugyancsak Rezső (1909–?). Sándor fiai Géza, Ferenc és Sándor. Vendel fiai Jenő (1878–?), Lajos (1882–1905) és Árpád (1893–?) voltak.
A III. József (1780–1836) gyermekei közül Jánosnak (1811–1869) három gyermeke lett: Anna (1840–?) Irma (1847–1891, Stumfoll Károlyné) és Ásványi Lajos (1844–1905) földművesiskolai tanár, igazgató, feltaláló (1844–1905).
A család szétköltözések révén országosan elterjedt.

## A család címere
Vágott pajzs, felül kék mezőben ágaskodó arany oroszlán jobbjában görbe kardot tart. Az alsó mezőben vörös alapon három ezüst cölöp (Kempelen Béla Magyar nemes családok című könyvében antiheraldikusan vörös alapon három függőleges ezüst pólyát ír). A sisakdísz három, kék-arany-ezüst strucctoll, a takarók kék-arany és vörös-ezüst.